# Адрамелех
Адрамелех, або Адраммелек (івр. אַדְרַמֶּלֶךְ; грец. Αδραμελεχ; лат. Adramelech) — семітське божество, бог сонця, згадується в Біблії та книгах середньовічної демонології.

## Історія
Адрамелеху поклонялися ассирійці на рівні з богом місяця Анамелехом. Центром поклоніння Адрамелеху було місто Сефарваїм, у яке, ймовірно, переросло шумерське місто Сіппар. У 722 році до н. е. асирійці завоювали Ізраїльське царство, вигнали ізраїльтян в Ассирію, а на їхнє місце завезли асирійських поселенців, в тому числі вихідців з Сефарваїму, які принесли з собою культ Адраммелеха на землю Палестини.
У Біблії в 2Цар 17:31 згадується: «а ме́шканці Сефарваїму палили синів своїх в огні Адраммелехові й Анаммелехові, сефарваїмським богам». Крім того, Адраммелех та Анаммелех мабуть згадуються в 2Цар 18:34 та Іс 36:19: «Де боги́ Хамату та Арпаду? Де боги Сефарваїму? І чи врятували вони Самарі́ю від моєї руки?».
У Талмуді (Sanh. 63b) вказується, що «Адраммелех був ідолом сефарваїмів у формі осла. Ці язичники поклонялися тій тварині, яка несла їхні тягарі» (Sanh. Lc). Його ім'я івритом складається зі слів אדר «нести» і מלך «цар». Ще одне пояснення імені приписує богу форму павича і походить від слів адар («чудовий») і мелек («цар»).

## У демології
Як і багато язичницьких богів, Адраммелех вважається демоном у деяких середньовічних юдео-християнських традиціях. Він з'являється у поемі Мілтона «Утрачений рай», де він — скинутий ангел, якого разом з Асмодеєм перемагають Уриїл та Рафаїл. Згідно з «Пекельним словником» Коллена де Плансі, Адрамелех став президентом в Сенаті демонів. Він також є пекельним канцлером і керівником гардероба Сатани. Його зазвичай зображують з людським тулубом, головою мула, павичевим хвостом та кінцівками мула чи павича.